# Elsie Lessa
Elsie Lessa -nacida como María Francisca Pinheiro Ribeiro- (São Paulo, 5 de abril de 1914 - Cascais, 17 de mayo de 2000) fue una periodista, escritora y cronista brasileña.
Hija de María Júlia Ribeiro y Albertino Pinheiro, de origen estadounidense. Ingresó al mundo del periodismo en 1945. Desde 1952 hasta su muerte en 2000 a los 86 años, Elsie escribió y publicó sin interrupción en el periódico O Globo, transformándose en la única escritora que ha tenido un espacio en dicho diario por tan largo tiempo. Sobre ella, el escritor Ruy Castro señaló: «Elsie tiene su lugar junto a los grandes cronistas de la lengua portuguesa, como Rubem Braga, Paulo Mendes Campos y Fernando Sabino».
Fue nieta del escritor y gramático Júlio Ribeiro, miembro de la Academia Brasileña de Letras, y estuvo casada con el también literato Orígenes Lessa, con quien tuvo un hijo, el periodista, columnista y escritor Ivan Lessa. Se casó por segunda vez, con el periodista y escritor Ivan Pedro de Martins.
La autora fue incluida dentro del grupo de escritoras adscritas a la «nueva literatura brasileña» de la década de 1940, entre las que se encontraban Helena Silveira (1911-1988), Ondina Ferreira (1909), Elisa Lispector (1911-1989), Lia Correia Dutra (1908-1989), Lúcia Benedetti (1914-1998) y Alina Paim (1919-2011), entre otras.

## Obra
- Pelos caminhos do mundo (1950). Río de Janeiro: A Noite.

- A dama da noite (crónicas, 1963). Río de Janeiro: Livraria J. Olympio.

- Delenda Bahia (1965).

- Feiras e exposições (1967).

- Crônicas de amor e desamor (1973). Río de Janeiro: F. Alves.

- Ponte Rio-Londres (1984). Río de Janeiro: Editora Record.

- Canta que a vida é um dia (1998). Río de Janeiro: Razao Cultural. ISBN 85-86280-25-9

- Formoso tejo meu: (Crónicas) (1998). Lisboa: Editora Pergaminho. ISBN 972-711-173-4